# Джефферсон (округ, Індіана)
Шаблон:StateAbbr_ 38°47′ пн. ш. 85°26′ зх. д. / 38.79° пн. ш. 85.44° зх. д.
Округ Джефферсон (англ. Jefferson County) — округ (графство) у штаті Індіана, США. Ідентифікатор округу 18077.

## Історія
Округ утворений 1810 року.

## Демографія
За даними перепису
2000 року
загальне населення округу становило 31705 осіб, зокрема міського населення було 17198, а сільського — 14507.
Серед мешканців округу чоловіків було 15699, а жінок — 16006. В окрузі було 12148 домогосподарств, 8435 родин, які мешкали в 13386 будинках.
Середній розмір родини становив 2,94.
Віковий розподіл населення поданий у таблиці:
| Стать    | До 15 років | 15-21 | 22-29 | 30-39 | 40-49 | 50-65 | 65-85 | Понад 85 |
| -------- | ----------- | ----- | ----- | ----- | ----- | ----- | ----- | -------- |
| Чоловіки | 3257        | 1865  | 1560  | 2350  | 2408  | 2556  | 1569  | 134      |
| Жінки    | 3100        | 1740  | 1482  | 2225  | 2351  | 2649  | 2130  | 329      |

## Суміжні округи
- Ріплі — північ
- Світзерленд — схід
- Керролл, Кентуккі — південний схід
- Трімбл, Кентуккі — південь
- Кларк — південний захід
- Скотт — захід
- Дженнінґс — північний захід

## Виноски
1. ↑  U.S. Decennial Census. United States Census Bureau. Архів оригіналу за 26 квітня 2015. Процитовано 10 липня 2014.
2. ↑  Historical Census Browser. University of Virginia Library. Архів оригіналу за 11 серпня 2012. Процитовано 10 липня 2014.
3. ↑  Population of Counties by Decennial Census: 1900 to 1990. United States Census Bureau. Архів оригіналу за 4 жовтня 2014. Процитовано 10 липня 2014.
4. ↑  Census 2000 PHC-T-4. Ranking Tables for Counties: 1990 and 2000 (PDF). United States Census Bureau. Архів оригіналу (PDF) за 18 грудня 2014. Процитовано 10 липня 2014.
5. ↑  Jefferson County QuickFacts. Бюро перепису населення США. Архів оригіналу за 7 червня 2011. Процитовано 25 вересня 2011.(англ.) Наведено за англійською вікіпедією.
6. ↑  American FactFinder. Бюро перепису населення США. Архів оригіналу за 21 травня 2008. Процитовано 31 січня 2008.

| США | Це незавершена стаття з географії США. Ви можете допомогти проєкту, виправивши або дописавши її. |